# پاپین (دهانه)

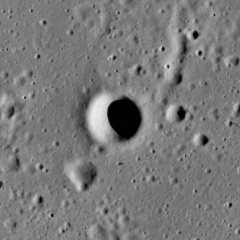
تصویری از پاپین توسط آپولو ۱۵

پاپین یک دهانه برخوردی در ماه‌ است.